# 舍尼耶-尚特塞
舍尼耶-尚特塞（法語：Chenillé-Champteussé，法語發音：[ʃənije ʃɑ̃tøse] ⓘ）是法国曼恩-卢瓦尔省的一个市镇，属于瑟格雷区。

## 历史
舍尼耶尚特塞于2016年1月1日由市镇巴科讷河畔尚特塞和舍尼耶尚热合并而成，前者为政府驻地。

## 地理
舍尼耶-尚特塞（47°40'7"N, 0°39'14"W）面积16.78 平方千米，位于法国卢瓦尔河地区大区曼恩-卢瓦尔省，该省份为法国西部内陆省份，大致对应安茹地区，北起顺时针与马耶讷省、萨尔特省、安德尔-卢瓦尔省、维埃纳省、德塞夫勒省、旺代省、大西洋卢瓦尔省和伊勒-维莱讷省接壤。
与舍尼耶-尚特塞接壤的市镇（或旧市镇、城区）包括：尚贝莱、曼恩河畔蒙特勒伊、索当茹、托里涅当茹、莱欧当茹、拉雅耶伊翁。
舍尼耶-尚特塞的时区为UTC+01:00、UTC+02:00（夏令时）。

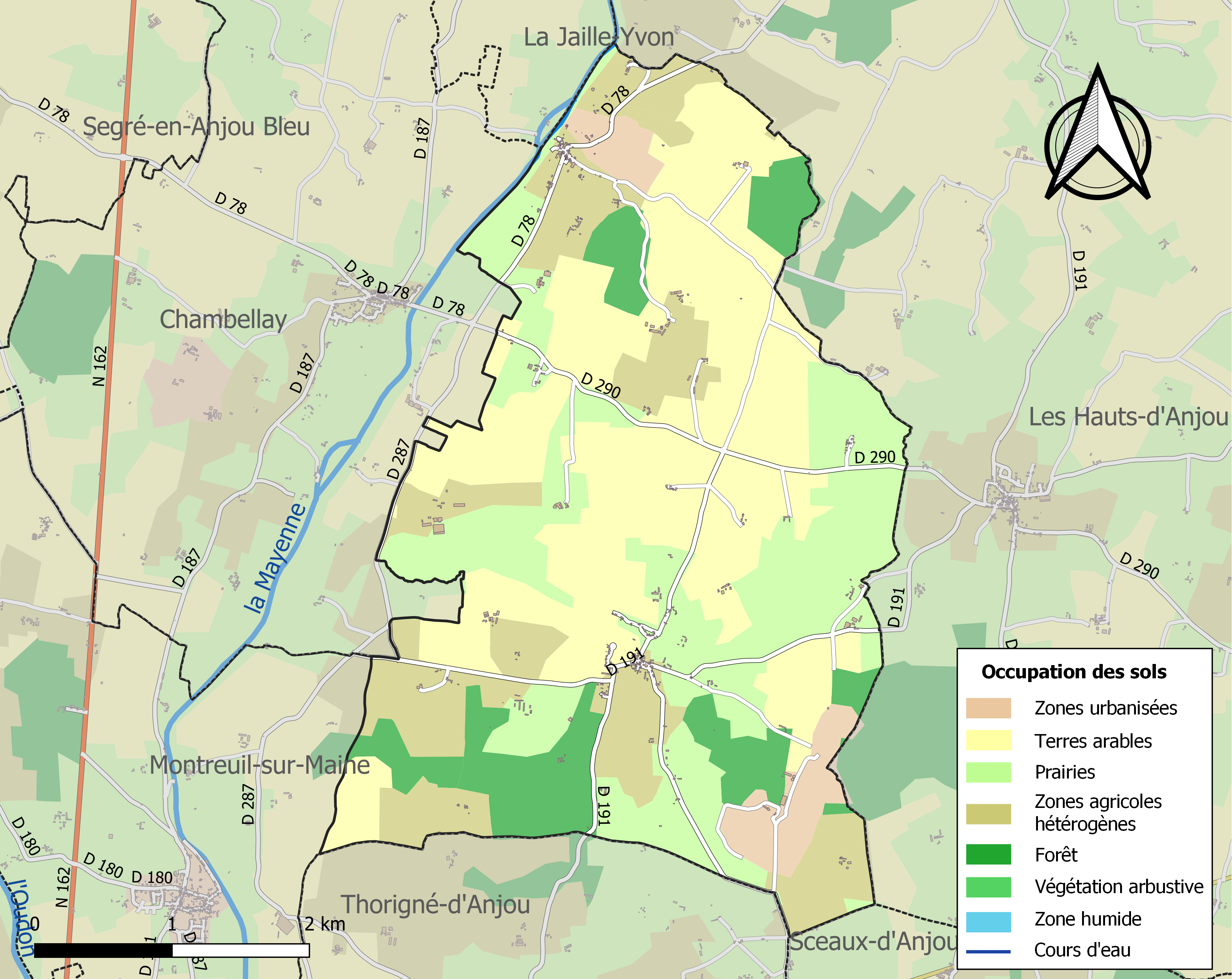
舍尼耶-尚特塞的OSM定位图

## 行政
舍尼耶-尚特塞的邮政编码为49220，INSEE市镇编码为49067。

## 政治
舍尼耶-尚特塞所属的省级选区为蒂耶尔塞县。

## 人口
舍尼耶-尚特塞于2022年1月1日时的人口数量为341人。